# Стругацький Аркадій Натанович
Аркадій Натанович Стругацький (28 серпня 1925, Батумі — 12 жовтня 1991, Москва) — радянський письменник, сценарист, перекладач, який створив у співавторстві із братом Борисом Стругацьким (1933—2012) кілька десятків творів, що вважаються класикою сучасної наукової та соціальної фантастики.

## Біографія
Аркадій Стругацький народився 28 серпня 1925 року в родині вихідців з України, а саме — з Чернігівської губернії (зараз — це відповідно Чернігівська та Сумська області). Предки батька Стругацьких походять з Херсонської губернії, а матері — з Полтавської губернії. Місце народження письменника — Батумі, де його батько Натан Залманович Стругацький працював редактором газети «Трудовий Аджарістан». Мати Аркадія Олександра Іванівна Літвінчева (1901—1981) була вчителькою, викладала російську літературу в тій же ленінградської школі, де вчився Аркадій (і Юрій Сенкевич), після війни удостоєна звання «Заслужений вчитель РРФСР» і нагороджена орденом «Знак Пошани».
Під час німецько-радянської війни сім'я Стругацьких виявилася в обложеному Ленінграді. У січні 1942 р. батька і Аркадія евакуювали по «дорозі життя» через Ладозьке озеро, а мати з хворим Борисом залишилася в місті. Батько помер у Вологді, і Аркадій влітку 1942 р. виявився в селищі Ташла Оренбурзької (тоді — Чкаловской) області. Служив там завідувачем пунктом по закупівлі молочних продуктів у населення, в 1943 році був призваний у Червону Армію. До цього він зумів вивезти матір і брата з Ленінграда.
Він закінчив Бердичівське піхотне училище, яке розташовувалося тоді в евакуації в Актюбінську, після чого був відряджений у Військовий інститут іноземних мов, який закінчив у 1949 році за спеціальністю «перекладач з японської та англійської мов». До 1955 року Аркадій Стругацький служив у Радянській армії, був перекладачем (в тому числі на слідстві при підготовці Токійського процесу), викладав мови в офіцерському училищі в Канську (1950—1952), в 1952—1954 рр.. служив на Камчатці дивізійним перекладачем, в 1955 р. був переведений до Хабаровська в частину ОСНАЗ. Після звільнення в запас працював у Москві в Інституті наукової інформації, редактором в Гослитиздат і Детгиз. Професійний письменник, член Спілки письменників СРСР з 1964 року.
Одружений був двічі, в перший раз на Інні Сергіївні Шершовой (з 1948 р., шлюб фактично розпався ще в Канську, розлучилися в 1954 р.). Від другої дружини Олени Іллівни (уродженої Ошаніна) дочка Марія. Доньку О. І. Ошаніної Наталю, від першого шлюбу з синологом Д. Н. Воскресенським виховував як свою. Марія стала другою дружиною Єгора Гайдара.
Аркадій Натанович Стругацький помер у Москві 12 жовтня 1991 після тривалої хвороби (рак печінки у вигляді гепатоцелюлярної карциноми). На його прохання підданий кремації, а прах розвіяний з вертольота.